# خفاجه
خفاجه (عربی: خفاجة) یکی از مهمترین قبایل اعراب است. اعضای آن در عراق وخوزستان ایران .که در شهرهای اهواز .امیدیه .چاه سالم .و رامشیر سکونت دارند بخشی از این قبیله بزرگ در کشور  مصر حضور چشمگیری دارند. تعدادی نیز در عربستان سعودی، سوریه و اردن زندگی می‌کنند.
اولین سکونت قبیله خفاجه در سوسنگرد کنونی بود بعدها که مهاجرت کردنند این شهر به خفاجیه  شهرت یافت و هنوز اعراب خوزستان به شهر سوسنگرد خفاجیه میگویند 
ولی این قبیله بزرگ در خوزستان به چند دسته تقسیم شدند بعضی ها به عشیره ال دارم امارة پیوستند  قسمتی از این قبیله بزرگ به عشیرة البوغبیش پیوستند و قسمتی  هنوز الخفاجه ماندند.  